# Henrik Lawenius
Henrik Lawenius är född 7 februari 1987, är en svensk fotbollsspelare, främst ytterback och mittback. Han blev uppflyttad till Örgryte IS A-lag innan säsongen 2007 och spelade där till och med säsongen 2008. Efter säsongen meddelade ÖIS på sin hemsida att Henrik Lawenius lämnar klubben. Säsongen 2009 tillhör Henrik Lawenius Lindome GIF som spelar i Division 1 Södra. 
Hans moderklubb är Partille IF och han har även spelat i Bergsjö IF. 